# 죽음과 재생의 신
죽음과 재생의 신(Dying-and-rising god, death-rebirth 또는 resurrection deity)은 세계의 신화에서 널리 보여지는 죽었다가 다시 살아나는 신들에 대한 편의적인 총칭이다.
죽었다가 나중에 다시 살아나는 신들의 예는 고대 근동의 종교에서 가장 많이 인용되었으며, 그들에게 영향을 미치는 전통에는 성경과 그리스 로마 신화 및 기독교도 포함된다.
제임스 프레이저(James Frazer)는 '황금빛 가지(The Golden Bough, 1890)'의 출판에서 죽었다가 다시 살아나는 신의 개념을 비교 신화에서 처음 제안하였다. 프레이저는 매년 식물의주기를 둘러싼 다산의 예식과 관련이 있다고 주장하였고 오시리스, 타무 즈, 아도니스와 아티스, 디오니소스와 예수 그리스도의 예를 인용했다.

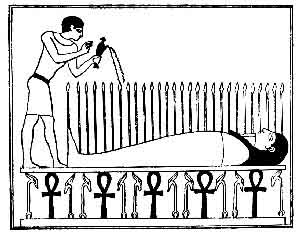
이집트의 수확주기를 새롭게하는 "오시리스 침대" (Osiris Bed)

## 개요
살아 있는 신적 존재가 한 번 죽어 지하 세계에 들어갔다가 다시 살아난다는 설화는 세계에 보편적으로 분포하고 있다. 「죽음」, 「재생」은 문자 대로의 것 뿐만 아니라, 일식, 월식 등으로 상징되는 경우도 있다.
이러한 신으로서는, 오시리스, 아도니스, 예수, 미트라 등이 있으며, 여신에서는 이난나, 페르세포네도 죽음의 나라에 가서 돌아왔다. 죽음과 재생은 엘레프시나의 비의의 핵심을 이루는 것이기도 하다. 일본 신화의 이자나기의 황천 방문, 아마테라스의 동굴 숨기도 친척이다. 또, 20세기 괴기 문학의 크툴루 신화의 모티프의 하나이다.

## 신화학적 연구
근년의 창작물인 크툴루 신화는 둔다고 하여, 이와 같이, 죽음과 재생의 신은 넓게 세계 각지에서 말해졌다. 역사적으로는, 이 카테고리는 종교에서의 두 개의 다른 연구법으로 강하게 관련해 왔다. 첫번째는 「자연파」라고도 말해야 할 방법으로, 자연현상을 바탕으로 그것들이 병행해 태어났다고 설명하는 것이다. 두번째는 「내면파」라고도 말해야 할 방법으로, 이러한 신화를 인간 개인의 정신적 요소로부터의 변형으로서 설명하는 방법이다.

### 자연파의 접근

#### 계절을 기원으로 하는 설
상기와 같은 해석학의 두 개의 방법론중, 자연주의적인 접근에는 태고부터의 전거가 있다. 이러한 신앙은 계절이 둘러싼 일과 깊게 결합되고 있어 예를 들면 아테네의 여성이 하치안에 「아도니스의 원」을 만들었다고 한다. 젊은 초록은 자라, 여름의 더위에 허덕여, 이윽고 여성은 젊은 신의 죽음을 애도할 것이다(그리스의 사람들은 풀꽃의 성쇠를 아도니스의 거취와 관련 지어 표현하는, 의 뜻. 외부 링크 참조. 의식에 관해서는 후술). 이러한 합리적 해석은 고대에서도 이미 행해지고 있었다. 아리스토텔레스는 견고한 자연파의 해석을 가지고, 신화의 기원을 계절이라는 현상에 돌아가고 있다. 이러한 환원주의 목표 해석은 이윽고 에우헤메로스 (en:Euhemerus. 기원전 4세기의 끝나갈 무렵)에 의해서 집약되어 「에우헤메로스적」이라고 불리게 되었다. 종교 중에서 공적·사회적인 면을 지상으로 한 키케로나, 세네카와 같은 합리주의적인 로마의 스토아 학파는, 아티스, 아도니스, 페르세포네의 신화와 제례를 자연현상을 인용해 설명하려고 했다. 키케로가 말하길, 페르세포네의 유괴와 귀환은 농작물의 파종과 성장을 상징하고 있다.

#### 태양활동을 기원으로 하는 설
18세기말이 되면, 자연파의 해석에는 새로운 활기가 초래되었다. 모든 종교적인 현상을 태양활동으로 설명하려는 리처드 페인 나이트 ( en:Richard Payne Knight) 와 같이 자유로운 사상가가 나타났던 것이다. 이렇게 해서, 예수나 오시리스의 고난은 모두 낮, 야간, 새벽이라는 일련의 변화를 나타내게 되었다(Godwin, 1994). 이 해석 자체는 옛부터 있어, 예를 들면 고대 이집트의 벽화에는 태양이 잠긴 후, 지하의 「길」(여신의 체내로서 나타내진다)을 다니며 다시 새벽이 되어 부활하는 님이 그려져 미라 신앙의 원이 되고 있었다.

#### 탈피현상을 기원으로 하는 설
뱀이나 곤충 등의 동물은 성장하는 과정에서 탈피라는 현상을 볼 수 있어 낡은 신체를 벗어 던져 새로운 신체를 획득한다. 고대인은 그 관찰로부터 부활·재생의 상징으로서 파악해 특히 뱀은 이집트의 배사교나, 구약 성서에 나오는 청동의 뱀 등이 유명하다. 게다가 헬레니즘기에는 스스로의 꼬리를 문 뱀, 우로보로스로서 각지에서 영원의 심볼로 여겨졌다. 뱀을 사악한 것으로 한 이미지는 「창세기」의 이브의 유혹에 나오는 뱀을 악마와 결부될 수 있었던 후세의 크리스트교의 영향이지만, 청동의 뱀이나 예수의 말이기도 한 「뱀처럼 영리하고, 비둘기처럼 순수하게 되세요」의 말로부터도 아는 대로, 크리스트교에서도 이면성을 갖고 있다. 또한 성서외전을 소지하고 있던 영지주의자의 일부에도 뱀을 선의 측으로 하는 견해가 존재한다. 일본에서는 나라 현 대신 신사에 전해지는 미와산 전설이 대표적인 것.

#### 금자탑: 황금가지
자연파의 가설은, 제임스 조지 프레이저와 제인 엘렌 해리슨 ( en:Jane Ellen Harrison) , 및 그들을 이은 케임브리지의 종교 연구가 등의 연구에 의해서 한층 더 높은 곳에 이르렀다. 그들의 「황금가지」 및 「그리스 종교 연구에 대한 프로레고메나」는 후세에 큰 영향력을 남겼다. 흐레이더와 해리슨은 말한다. 신화로부터 의식이 태어나는 것이 아니라, 의식을 설명하는 것으로서 신화가 태어났다. 즉, 모든 신화는 신앙을 반영한 것에 지나지 않는다. 모든 신앙에는 각각, 공감 주술 ( en:Sympathetic magic) 에 의해서 자연현상을 조작한다는 원초의 목적이 있다. (그들이 말한다) 만족은, 인간은 크든지 작든지 자연계에 초자연적인 방법으로 영향을 줄 수 있다고 믿고 있었다. 그것을 위한 방법의 하나가, 스스로가 바라는 자연현상을 모방하는 것이다. 페르세포네의 강간과 귀환, 오시리스의 손상과 수복, 발데르의 신고와 승리라는 신화는 모두, 쇠약해진 대지와 작물이 다시 비옥한 상태로 다시 태어날 것을 바라는 원시적인 의식으로부터 태어난 것일 것이다.

### 내면적 접근

#### 근대심령주의의 시대
페인 나이트의 태양-파스설은 막스 뮐러와 같은 학자에 의해서 보다 무난한 설에 정리했지만, 설이 일반인에게도 알려지게 되면, 기묘한 변화를 초래한다. 이것은 빅토리아 시대까지는 떠나고 있었다. 황금의 새벽단와 같은 그룹은, 그리스도, 오시리스 다른 태양의 죽음과 재생에 관계한다고 추측된 신들의 사이에 있는 학술적으로 상정된 병행성을 이용하고, 지극히 정밀한 시스템을 신비주의와 신지학의 이에 구성했던 것이다.

#### 윤회전생
한층 더 넓은 시야에서 보면, 「죽음과 재생」의 사고를 닮은 것이 동양의 종교에도 있는 것에 깨닫는다. 힌두교나 불교 등에 볼 수 있는 윤회전생이라는 개념으로, 생명은 생사를 반복해 고리와 같이 순환하고 있다는 것이다. 몇 번이나 반복하는 점으로 계절이나 태양의 순환설과 일치해, 동물 등에 다시 태어나는 일도 있다는 점에서는 다르지만, 융은 발상의 유사에 주목해 집단적 무의식 중에 포함했다. 융은 중국학자인 리햐르트 빌헤임의 영향을 받아 동양 사상의 연구도 진행했다.

#### 융의 설
20세기에 들어가는 무렵에는, 심령주의화된 설이 아카데믹한 장소에서도 논의되게 되었다. 스위스의 심리학자 카를 융은 연금술이나 영지주의 등 신비주의, 아시아·아프리카 등 제민족의 심리도 시야에 넣어 연구를 대성해, 죽음과 재생이라는 원형은 집단적 무의식에 의해 개인·민족 사이에 공유되는 상징의 일부에서 만나며, 심리학적 통합 과정에 도움이 될 수 있다고 논했다. 즉, 인간에게는 무의식의 힘동이 있어, 그것은 원형으로서 상징적으로 파악할 수 있다. 원형 안에는 개개인의 테두리를 넘어 공유되는 것이 있으므로, 지역의 신화로서 확립해, 또 닮은 종류의 신화가 각지에서 태어났다. 예를 들면 원형으로서의 태모(대지모신, 마그나마텔)의 이미지는 지모신의 안에 빈번히 나타난다. 융의 설은 컬 케레이니이나 죠제프 캠벨 ( en:Joseph Campbell) 들 학자의 손으로 변경을 받으면서 인계되었다.

## 분류에 대한 비판
죽음과 재생의 신을 일반적인 카테고리로 하는 것에 대하여는, 환원 주의적이라는 비판이 있다. 가라사대 완전히 다른 복수의 신화를 하나의 상자에 밀어넣고, 게다가로 논쟁을 싸우게 해도, 진짜 문제인 그러한 사이의 차위를 은폐 하는 것만으로 있다. 그것 뿐만이 아니라, 죽음과 재생은 많은 다른 신앙보다 크리스트교적 신앙에 있어서 중심적인 것이기 때문에, 이런 종류의 논법은 크리스트교를 가지고 모든 종교를 판단하는 기준이다. 이 점에 관해서 자세한 것은 예를 들면 Burkert, 1987및 Detienne, 1994가 참조하길 바란다.
Detienne를 예를 들면, 그는 아테네의 아드니아제에서의 허브 가든의 성장과 고사의 의식을 연구했다. 아도니스의 원은, 보리 등의 작물을 화분으로 해, 8일째에 아도니스의 상과 함께 수중에 폐기하는 의식이다(후에는 변해, 장기적인 전망을 수반하지 않는 엉성한 육성을 가리키게 되었다). 오로지 여성이 행했다.
그에 의하면, 이것들 허브(및, 그 신아도니스)는 작물 일반의 대리인이라는 것보다, 향신료를 둘러싸는 그리스인의 마음과 관련해 형태 만들어지는 복합체의 일부를 이루고 있다. 성적인 유혹, 책략, 건담, 출산에의 불안 등이라는 것이 그 복합체에는 관련하고 있다. 이 관점에서는, 아도니스의 죽음이라는 것은 제나 신화나 신을 분석하기 위한 많은 데이터 안의 하나에 지나지 않는다. 한편, 오시리스와 같은 신은, 향신료나 사랑보다 작물과 고사에 오히려 관계하고 있어, 「일단 죽는다」라는 테마는 공통되고 있어도, 지극히 다른 해석을 이끈다. 이와 같이 에우헤메로스적 해석에는 이의를 주장하지 않을 수 없다.

## 크리스트교 신앙
온 세상에 공통의 죽음과 재생의 신이라는 모티프가 있다고 생각되는 것, 특히 지중해 연안 지역에 그 종의 신앙을 가지는 밀교 (en:Mystery religion) 가 존재하고 있는 것(예를 들면 오시리스, 디오니소스, 아티스) 으로부터, 예수는 역사적으로 실재한 인물이라고 하는 것보다도, 이 카테고리를 「원형」이라는 통합적 발전은 아닐까 추측하는 사람들이 있다(신화적 예수론) . 또, 예수 자신은 실재의 인물로, 부활에 관련되는 부분이 후에 그 종의 비교의 영향하에 참가했다고 생각하는 사람들도 있다. C. S. 루이스는 후자에 개종한 후, 다음과 같이 말했다. 「만약 신이 「신화 생성의 신」인 것을 선택되고 그리고 하늘이 그 자체는 신화가 아니면, 저희들은 「신화병의 환자」인 것을 그만두면 어떨까.」이 논점에 대해서는 「예수의 실재성」(en:Historicity of Jesus) 참조(한국어판에서는 역사적 예수를 참조하길 바람).

## 죽었다 되살아난 신이라고 생각되는 신들
- 아즈텍 신화
  - 시페 트텍크
- 아카드 신화
  - 이슈타르
  - 탐무즈
- 애버리지니 신화
  - 쥬룽르 (en:Julunggul)
  - 와와라그 (en:Wawalag)
- 이집트 신화
  - 이시스
  - 오시리스
- 에트루리아 신화
  - en:Atunis
- 크리스트교 신화
  - 예수
- 그리스 신화
  - 아도니스
  - 오르페우스
  - 키벨레
  - 크로노스
  - 디오니소스
  - 페르세포네
- 켈트족 신화
  - 케르눈노스
- 코이코이족 (en:Khoikhoi) 신화
  - 헤이치 에이비브 (en:Heitsi)
- 슈메이르 신화
  - 두무지→탐무즈 참조
  - 이난나
- 다키아 신화
  - 자르모키시스 (en:Zalmoxis)
- 힌두교 신화
  - 비슈누
  - 시바
- 프리기아 신화
  - 아티스
- 페르시아 신화
  - 미트라
- 북유럽 신화
  - 굴베이그
  - 발데르
- 로마 신화
  - 아이네이아스
  - 박스
  - 프로세르피나

## 참고 문헌
- Burkert, Walter (1987). Ancient mystery cults. Cambridge, Mass.: Harvard University Press. ISBN 0674033868
- 마르셀 두티엔누 (Detienne, 1994). 「아도니스의 원그리스의 향료 신화」ISBN 4796701346
- 제임스 조지 프레이저 「황금가지」
- Godwin, Joscelyn (1994). The theosophical enlightenment. Albany: State University of New York Press. ISBN 0791421511

## 같이 보기
- 일본 신화에서의 음식 기원 신화
- 비교신화학
- 대지모신